# تلمبه حسن‌آباد ۱
تلمبه حسن‌آباد ۱ یک منطقهٔ مسکونی در ایران است که در دهستان فردوس (رفسنجان) واقع شده‌است.